# Nothojafnea thaxteri
Nothojafnea thaxteri är en svampart som först beskrevs av Cash, och fick sitt nu gällande namn av Gamundí 1971. Nothojafnea thaxteri ingår i släktet Nothojafnea och familjen Pyronemataceae.   Inga underarter finns listade i Catalogue of Life.